# 霧岳村
霧岳村（きりたけむら）は、福岡県企救郡にあった村。現在の北九州市小倉南区の一部にあたる。

## 地理
霧ケ岳の南麓から周防灘までの平野部に位置していた。

## 歴史

### 沿革
- 1889年（明治22年）4月1日 - 企救郡湯川村、葛原村、沼村、吉田村が合併して村制施行し、霧岳村が設立[1][2]。
- 1907年（明治40年）6月1日 - 企救郡曽根村、朽網村、芝津村と合併し曽根村を新設して廃止された[1][2]。

### 地名の由来
霧ケ岳にちなむ。

## 産業
農業

## 交通

### 道路
- 県道門司苅田線（現福岡県道25号門司行橋線）[1]
- 中津街道（現国道10号）[1]